# 小行星507
小行星507（507 Laodica）是一颗围绕太阳公转的小行星。1903年2月19日，雷蒙·史密斯·杜根在海德堡描述了此天体。
該小行星以希腊神话特洛伊国王普里阿摩斯和赫卡柏最漂亮的女儿拉俄狄刻命名。
这颗小行星的绝对星等为9.2等。

## 相关條目
- 小行星列表/10001-11000

## 外部連結
- Asteroid Lightcurve Database (LCDB) （页面存档备份，存于）, query form (info （页面存档备份，存于）)
- Dictionary of Minor Planet Names, Google books
- Discovery Circumstances: Numbered Minor Planets (10001)-(15000) （页面存档备份，存于） – Minor Planet Center
- 小行星507 at AstDyS-2, Asteroids—Dynamic Site
  - Ephemeris · Observation prediction · Orbital info · Proper elements · Observational info
- NASA JPL小天體瀏覽器上的小行星507

| 前一小行星： 小行星506 | 小行星列表 | 後一小行星： 小行星508 |